# Beauvois-en-Vermandois
Beauvois-en-Vermandois település Franciaországban, Aisne megyében. Lakosainak száma 257 fő (2022. január 1.). Beauvois-en-Vermandois Attilly, Caulaincourt, Foreste, Germaine, Lanchy, Trefcon, Vaux-en-Vermandois, Tertry és Ugny-l’Équipée községekkel határos.

## Népesség
A település népességének változása:
| Lakosok száma | 261  | 258  | 304  | 283  | 284  | 283  | 268  | 257  | 255  | 257  |
|               | 1968 | 1982 | 1990 | 2006 | 2013 | 2015 | 2017 | 2019 | 2020 | 2022 |